# Rosengarten (Lidice)

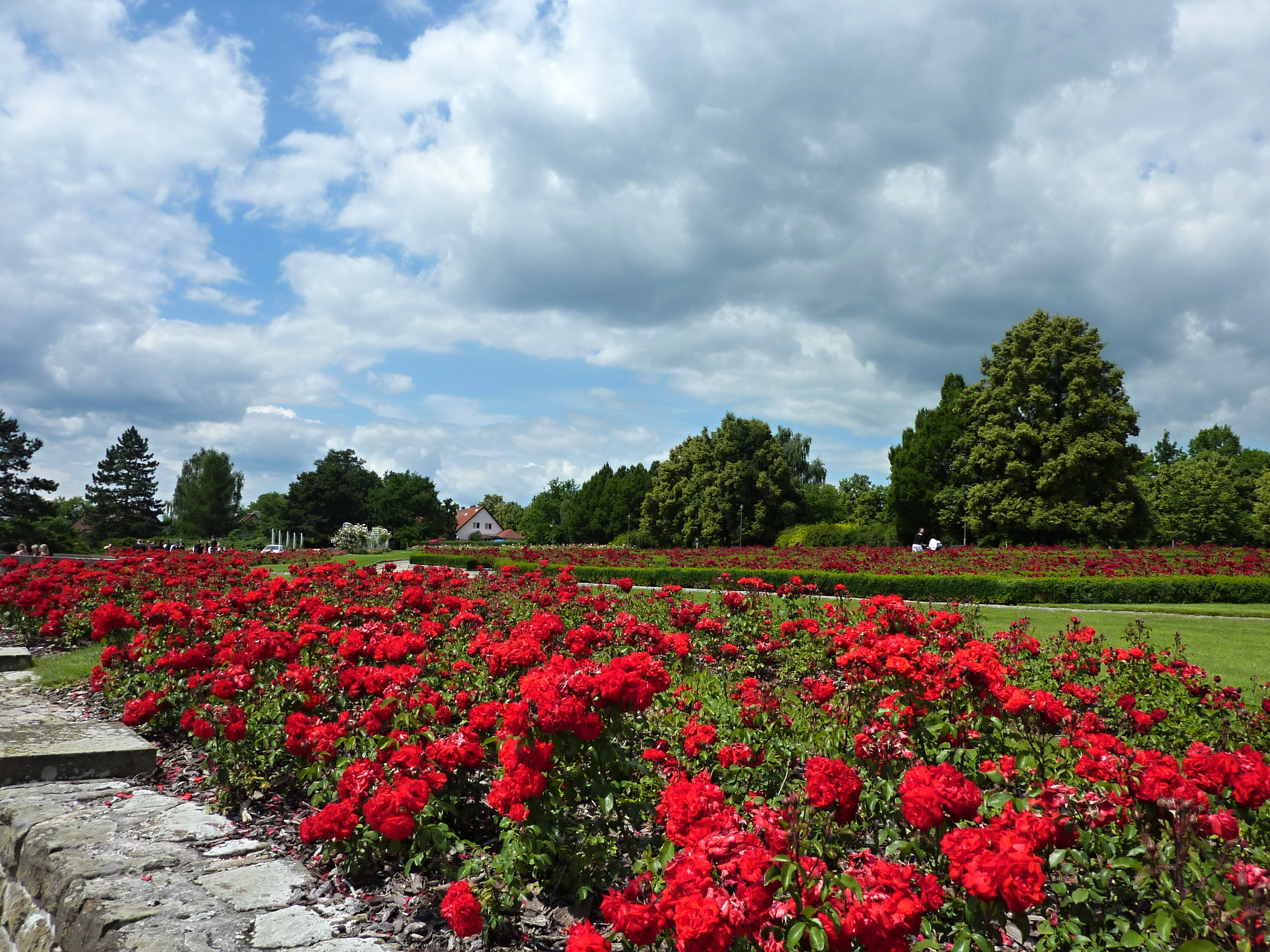
Rosarium Garten des Friedens und der Freundschaft in Lidice

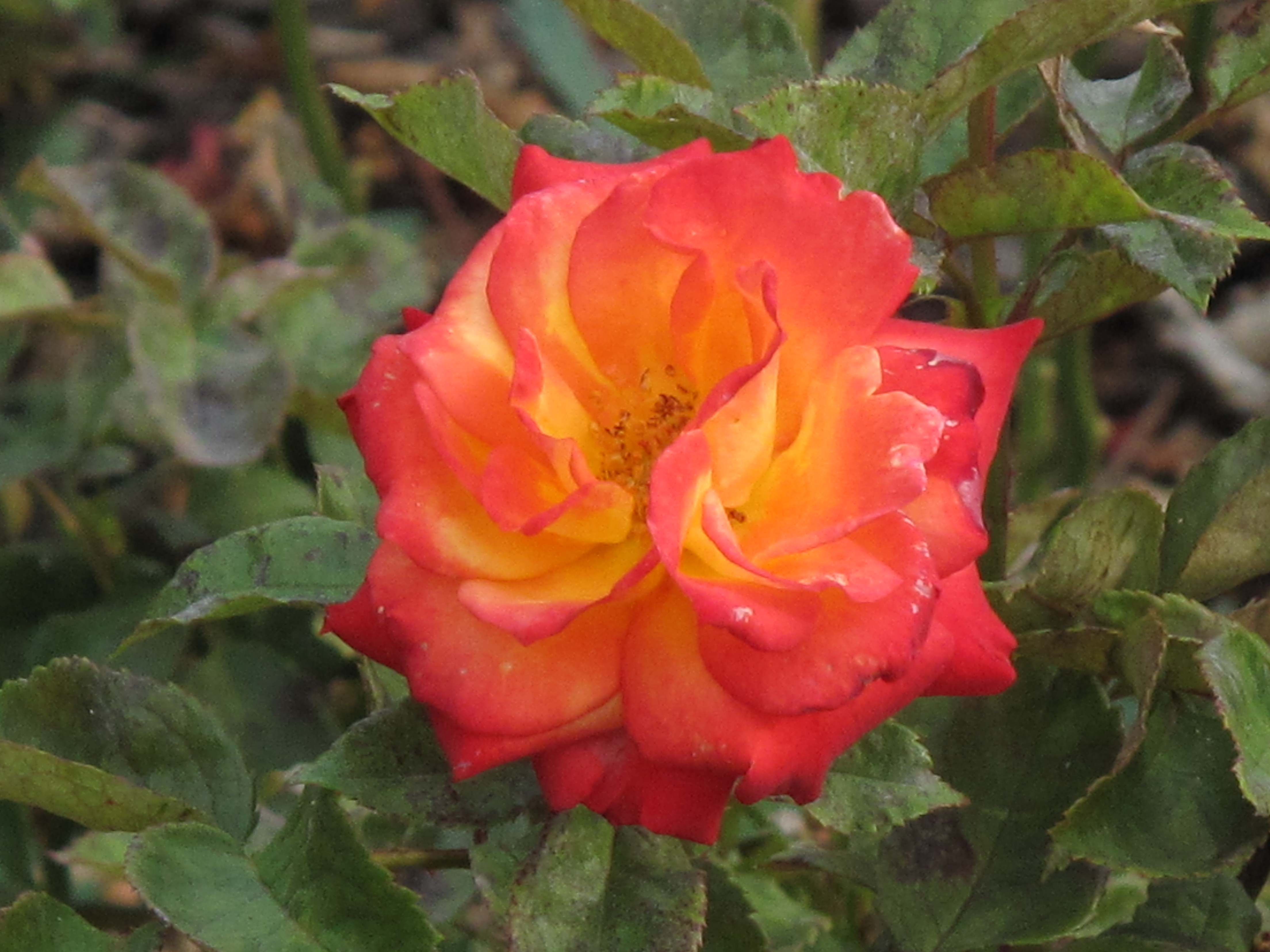
‘Rose of Lidice’

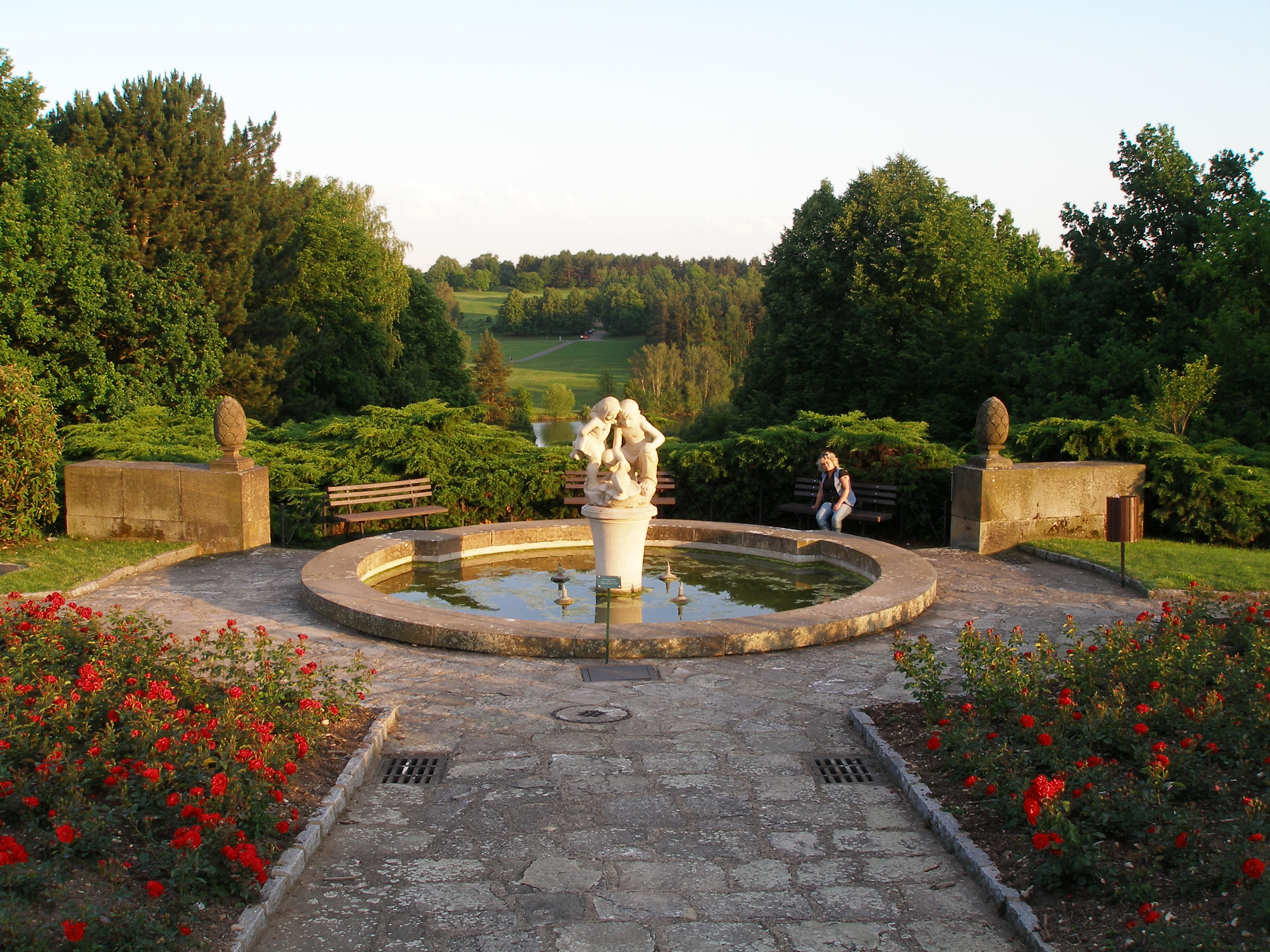
Brunnenanlage im Rosengarten

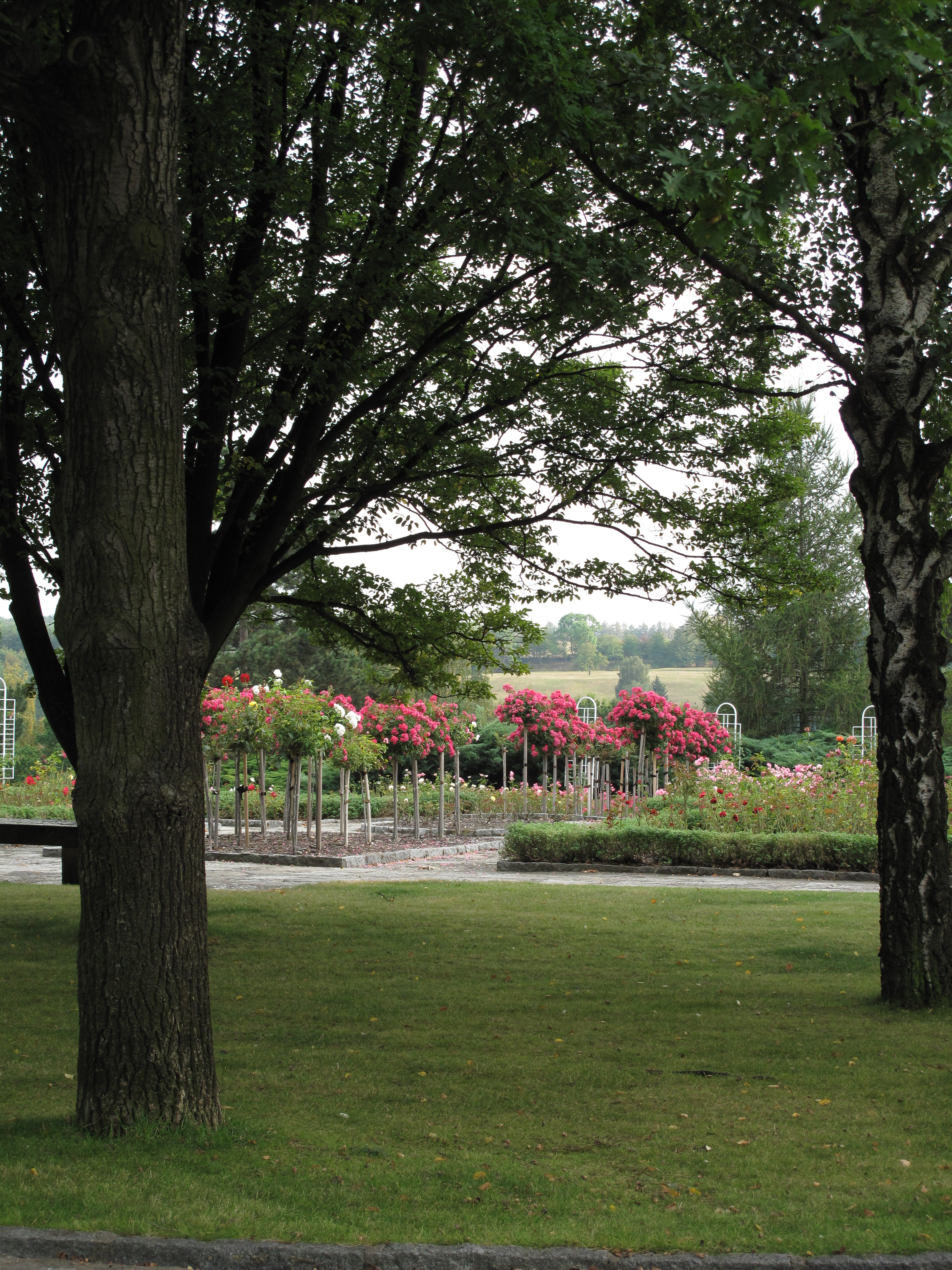
Hochstammrosen im Rosengarten Lidice

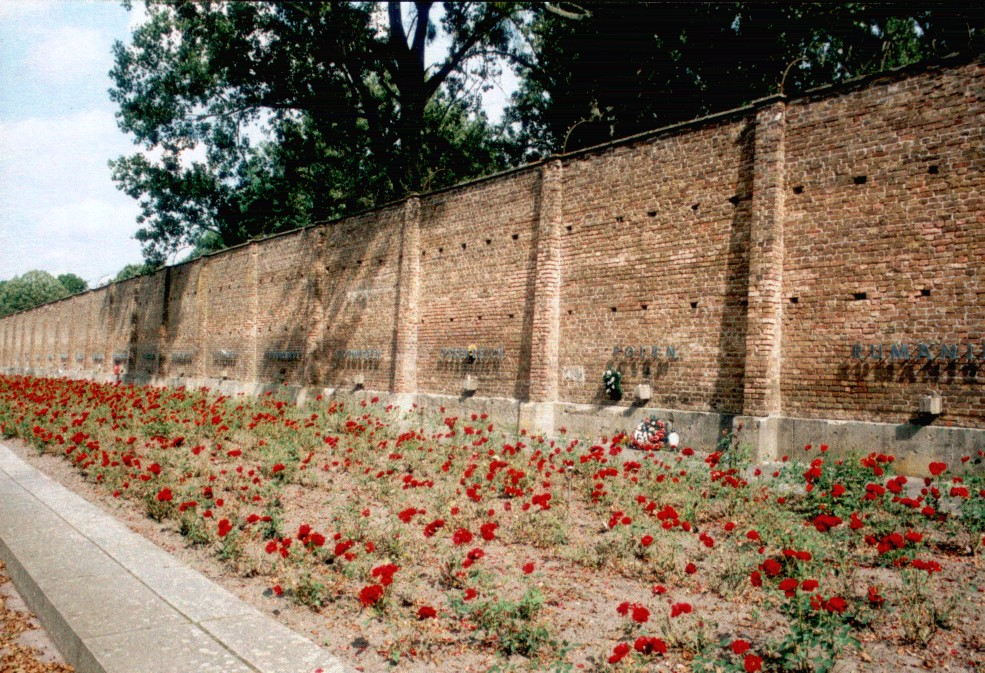
KZ Ravensbrück: Mauer der Nationen, davor das Massengrab mit den Rosenstöcken

Der Rosengarten in Lidice, 20 Kilometer nordwestlich von Prag, wurde 1955 auf dem Gelände der Gedenkstätte an das Massaker von Lidice angelegt. Der international ausgezeichnete Garten des Friedens und der Freundschaft (Sad míru a přátelství) ist mit über 25.000 Rosenstöcken das größte Rosarium in Tschechien.

## Geschichte des Rosariums
Im Jahr 1954 wurde von der Initiative Lidice soll leben ('Lidice shall live') unter der Schirmherrschaft von Sir Barnett Stross angeregt, zum Gedenken an die Opfer des Massakers in Lidice, das im Juni 1942 von den nationalsozialistischen Besatzern als Vergeltungsmaßnahme für die Ermordung Reinhard Heydrichs verübt wurde, ein Rosarium anzulegen. Der von František Marek und Bohumil Kavka angelegte Rosengarten ist Teil der Gedenkstätte Lidice, die sich zwischen dem 1942 zerstörten Dorf und der neuen Ortschaft Lidice befindet. Das 3,5 Hektar große Rosarium wurde auf einem abschüssigen Gelände angelegt. Der geometrisch konzipierte Rosengarten wird durch Wege, Rondelle, Brunnenanlagen und Statuen von Bedřich Stefan und Karel Hladik strukturiert. Im Juni 1955 wurde der Garten des Friedens und der Freundschaft in Lidice eröffnet.
Die Rosen wurden von den Landschaftsarchitekten in Gruppen und in Ornamenten gepflanzt. Eine Anpflanzung in Form einer Rosenblüte ist den im Ort erschossenen Männern gewidmet, zwei kleinere Rosenornamente erinnern an die deportierten Frauen und Kindern von Lidice.
Die ersten Rosenstöcke wurden aus Großbritannien gestiftet. Der britische Rosenzüchter Harry Wheatcroft züchte für den Rosengarten im Rahmen der Aktion Rosen für Lidice einen Sport der Meilland-Rose ‘Tzigane’ und gab der orange-gelben Floribundarose den Namen ‘Rose of Lidice’. Zahlreiche Rosarien, Botanische Gärten, Institutionen sowie Rosenzuchtbetriebe aus aller Welt stifteten Rosen für den Garten. Aus Deutschland beteiligte sich unter anderem der renommierte Naumburger Rosenzüchter Karl Müller sowie die Gartenverwaltung des Gutes Haus Berglinden an der Aktion und spendete einen beträchtlichen Teil der Rosenstöcke.
Der Rosengarten von Lidice war 1958 Vorbild für den Rosengarten am Massengrab an der Lagermauer des KZ Ravensbrück. Dort pflanzten am 11. April 1958 ehemalige Häftlinge aus Lidice 150 Rosen.
1961 wurde der Garten grundlegend umgestaltet und die gestifteten Rosen in farblich abgestimmten Gruppen und Ornamenten gruppiert. Seine derzeitige Form erhielt der Garten im Rahmen des internationalen Jugendprojektes Rosen für Lidice in den Jahren 2001/2002.
Am 1. Juni 2015 wurde der Rosengarten von der World Federation of Rose Societies mit dem Titel "Award of Garden Excellence" ausgezeichnet.
Der Garten des Friedens und der Freundschaft ist heute mit über 240 Rosenarten und mehr als 25.000 Rosenbüschen das größte Rosarium Tschechiens und wurde 2015 mit der Auszeichnung „Der Rekord des Jahres“ für die größte Anzahl an Rosenstöcken in einem tschechischen Garten prämiert.
Seit 2005 ist es möglich, im Rosengarten zu heiraten. Es ist Tradition, dass frisch getraute Ehepaare im Rosengarten eine Rose zum Gedenken an die Opfer des Massakers von Lidice und zur Erinnerung an ihre Hochzeit pflanzen.